# Licurgo Sommariva
Licurgo Sommariva (Venezia, 6 febbraio 1900 – Milano, 19 gennaio 1984) è stato un pittore italiano, inizialmente influenzato dal movimento Novecento, ha poi fondato una propria forma d'arte personale da lui denominata surrealismo figurativo.

## Biografia
Nacque a Venezia il 6 febbraio 1900. Due anni dopo la famiglia si trasferì ad Ancona, dove lui visse quasi tutta la sua adolescenza. Appassionato di pittura sin da piccolo, appena maggiorenne, abbandonò gli studi per coltivare il suo talento, trasferendosi presso l'Accademia di belle arti di Urbino, che frequentò come uditore esterno. Nel 1921 tornò ad Ancona, dove ebbe modo di conoscere alcuni membri del giornale L'Ordine Nuovo che gli pubblicarono alcune vignette. Due anni dopo incominciò a frequentare i corsi di Urbano Polverini e dopo pochi anni su consiglio di un amico, si trasferì a Roma, per realizzare alcuni set cinematografici.

### Soggiorno a Milano
Nel 1926, si trasferì a Milano, ancora in precarie condizioni, e incominciò l'attività di paesaggista. I protagonisti delle sue opere furono per lo più le campagne del posto, che lui amava definire "paludi" e alcuni personaggi di Milano, che dipinse in forma futurista. L'anno successivo conobbe un mercante d'arte che gli fornì vitto e alloggio in cambio di alcuni dipinti su commissione. Durante il biennio 1928-1929, partecipò a svariate mostre, tra cui quella al Teatro degli Arcimboldi, insieme con artisti quali Aligi Sassu e Gian Emilio Malerba, di cui diventò grande amico. In questo periodo subì una forte influenza anche il suo modo di dipingere: sperimentò infatti il ritratto e la caricatura.
Nel 1934 conobbe la pianista Army Gallieni, con cui incominciò un periodo di convivenza.

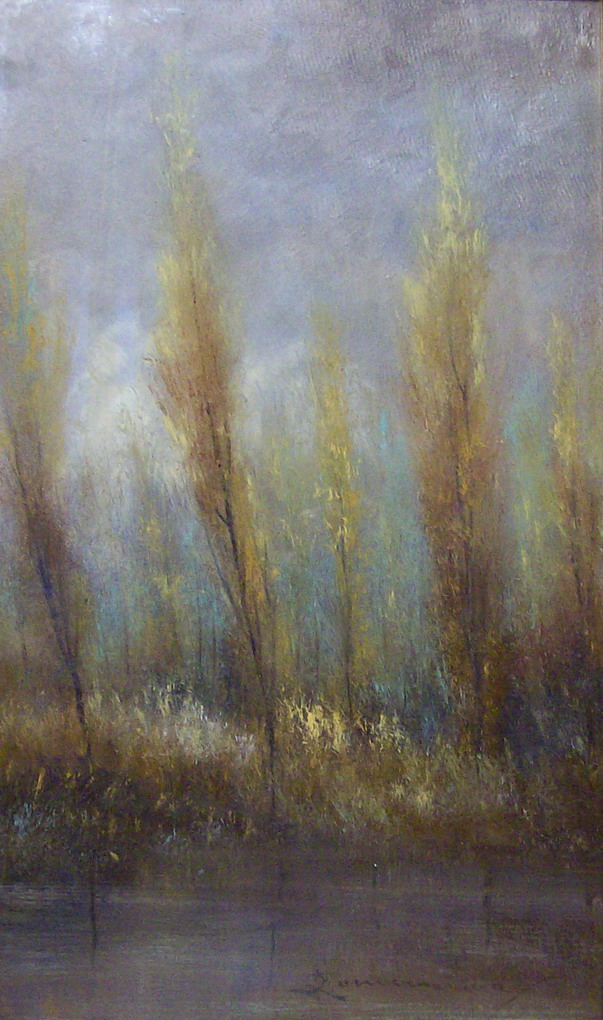
Le paludi (paesaggi lombardi).

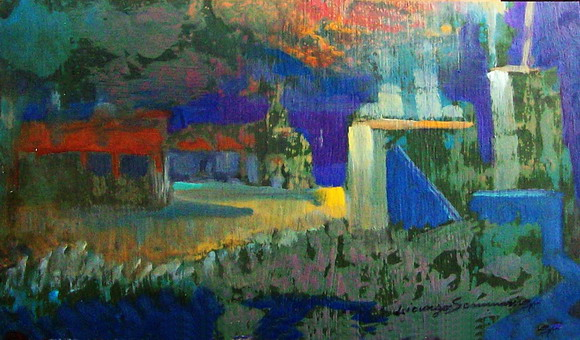
Paesaggio

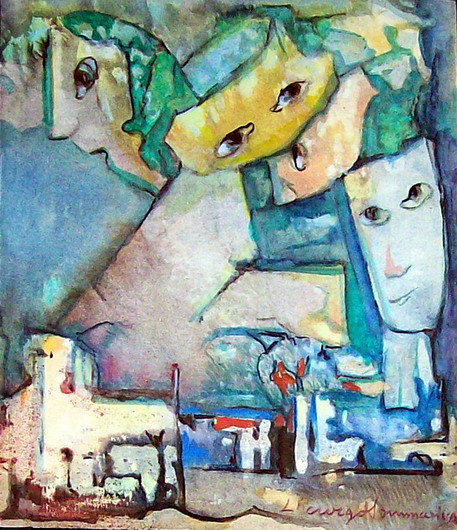
Maschere

### Seconda guerra mondiale

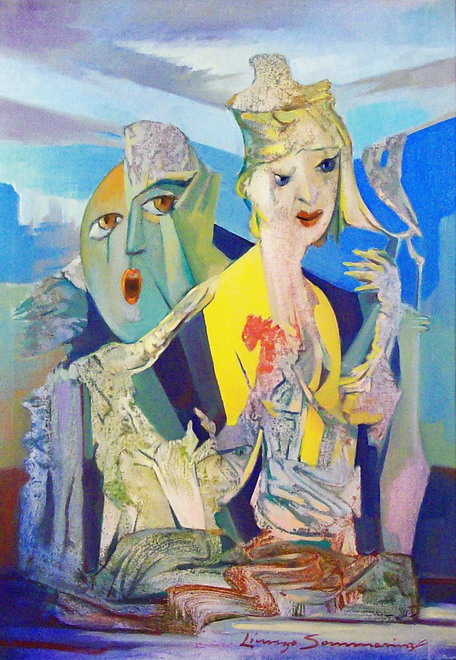
La signora.

Allo scoppio della seconda guerra mondiale, realizzò una mostra a La Permanente di Milano e successivamente partì per Savona, dove espose una seconda volta. Nel 1940 morì la compagna ed egli venne licenziato dal servizio militare a causa di una frattura.
L'anno successivo incominciò a lavorare per i conti Castelbarco Erba, che gli misero a disposizione l'ultimo piano del loro palazzo in via Solferino, con un bellissimo giardino d'inverno, adibito a studio pittorico. Nel 1943, in pieno conflitto, lo studio venne colpito dai bombardamenti. In questo anno sposò Vittoria Pezzoli dalla quale ebbe una figlia, Giuliana (1944), che seguirà le orme del padre come pittrice.

### Dopoguerra
Nel 1947 partecipò all'esposizione artistica annuale di Cernobbio. Nei due anni successivi, espose alla galleria Molteni e al Circolo Zenit. Il 1950 è l'anno della definitiva residenza a Milano, portandovi con sé anche la famiglia e, soprattutto, lo studio di una nuova forma d'arte. I primi anni cinquanta lo videro continuamente tormentato e depresso. Nel 1951, infatti, la moglie venne ricoverata in sanatorio poiché ammalata di tubercolosi. Nonostante il non felice periodo, riuscì comunque a svolgere altre mostre, implementando in esse quella che era la sua nuova tecnica pittorica. Essa consisteva nell'imprimere la carta o la tela con macchie di colore, ricavando da queste macchie i volti e le forme dei suoi soggetti. Questo suscitò molto interesse in molti giornali dell'epoca che ne diedero immediata notizia, dedicandogli intere testate, attraverso articoli e immagini.
Nel 1955 guarita la moglie, ritornò ad Ancona, dove espose alla galleria Puccini e alla vetrina d'arte.
Nel 1957 fu la volta di altre due mostre, a Seregno, presso Palazzo Mariani, e a Busto Arsizio.

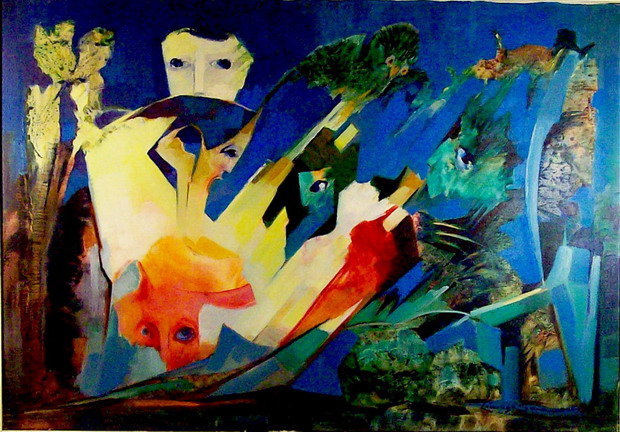
Sguardi.

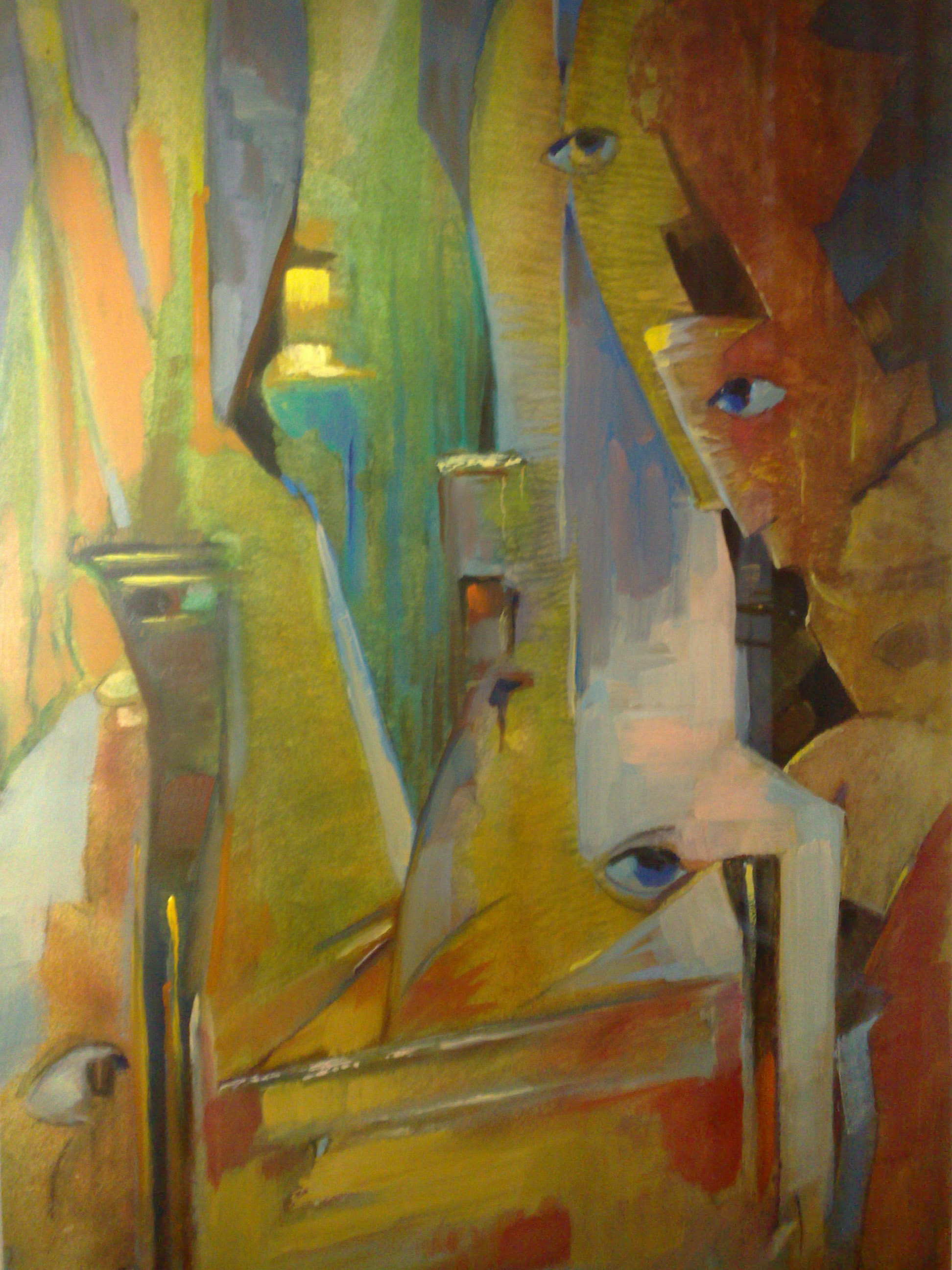
Sguardi sulla città.

### Anni Sessanta e Settanta
Gli anni sessanta furono caratterizzati da altre mostre collettive e personali. Nel 1961 viene invitato al salone degli Indipendenti di Parigi dove inviò 2 opere surrealiste. Il critico d'arte parigino Armand Nacache gli dedicò alcuni scritti, lodandone la tecnica, lo stile innovativo e soprattutto la finezza cromatica e la spiritualità. Nel 1962 espose alla Galleria Mazzini  di Verona con ottimo successo. Qui trascorse alcuni mesi ed ebbe modo di frequentare alcuni ambienti culturali della bella città e di realizzare nuove amicizie. Nel 1966 realizzo una bella mostra all'Istituto Europeo di Storia dell'Arte di Milano, gestito da Gabriele Mandel, che ne curò personalmente la presentazione critica. Nel 1967 fu invitato a esporre alla Galleria Il Giorno di Milano (appartenente al giornale Il Giorno) con un buon successo di critica e di pubblico. Agli inizi degli anni settanta il Comune di Milano gli allestì una personale presso la Villa Reale di Monza, che gli garantì un enorme successo.

### Malattia e morte
Affetto da anni di depressione, col passare degli anni incominciò a dipingere sempre di meno. Nel 1977 fece l'ultima mostra all'Arte Club di Piazza della Repubblica. Gli ultimi anni furono caratterizzati dal suo convinto rifiuto di cure. Si spense il 19 gennaio 1984 a Milano.

## Mostre personali
- 1940 a Savona
- 1943 a Tremezzo, in provincia di Como.
- 1944 a Villa Serbelloni a Bellagio.
- 1944 alla Galleria d'Arte Carini, a Milano.
- 1945 ancora alla Galleria d'Arte Carini, a Milano.
- 1948 alla Bottega dell'Arte Molteni di Milano.
- 1949 mostra di disegni e chiaroscuri al Circolo di Studi Sociali Zenit di Milano.
- 1953 al Circolo Zenit.
- 1955 alla Vetrina dell'Arte di Ancona.
- 1957 galleria di Busto Arsizio.
- 1959 galleria del Baguttino a Milano.
- 1962 galleria Mazzini a Verona.
- 1966 all'Istituto Europeo di Storia dell'arte di Milano.
- 1967 alla Galleria Il Giorno di Milano.
- 1971 alla Fondazione Europa di Milano.
- 1972 a Villa Reale di Monza.
- 1973 alla galleria La Tavolozza di Bergamo.
- 1977 alla galleria Art Club a Milano.

## Mostre collettive
- 1927 Famiglia artistica di Milano.
- 1928 Coenobium Milanese.
- 1929 Prima collettiva al Teatro degli Arcimboldi organizzata da Gian Ferrari.
- 1939 La Permanente di Milano.
- 1947 Annuale Mostre di Pittura collettiva a Cannobio sul lago Maggiore.
- 1961 La Permanente di Milano.
- 1961 Galleria Gian Ferrari.
- 1965 Salone degli Indipendenti di Parigi.
- 1965 Salone Internazionale (Museo del Louvre).
- 1965 Modern Art Center Max Bollag a Zurigo.
- 1966 Mostra della Pittura Italiana dal Futurismo ad Oggi.
- 1968 Mostra d'Arte Italiana a Londra.
- 1968 Salone Quadrivium a Genova.
- 1971 Collettiva alla Fondazione Europa.
- 1972 Pittori d'Italia per l'infanzia disadattata al Palazzo dell'Arengario di Milano.
- 1972 Rassegna della Pittura Italiana a Palazzo Reale di Milano.
- 1975 Collettiva al Museo della Scienza e della tecnica di Milano.
- 1978 Mostra collettiva di pittura al Palazzo dell'Arengario di Milano.

## Opere in musei
Un'opera di Sommariva è conservata presso la Pinacoteca Podesti di Ancona. 
Un'opera appartenente al FAI è conservata a Villa Necchi Campiglio a Milano.
Un disegno eseguito negli anni "30 si trova a Villa Fogazzaro Roi (Oria Valsolda).